# Lingua zhuang
Le lingue zhuang (esonimo: Vahcuengh; trascrizione sawndip: 话壮, pinyin: Cuengh; cinese semplificato: 壮语, cinese tradizionale: 壯語, pinyin: Zhuàngyǔ) sono un insieme di dialetti e fanno parte dei più antichi idiomi parlati in Cina. Appartengono alla famiglia linguistica tai-kadai e sono parlati dai vari sottogruppi etnici degli zhuang, stanziati principalmente nella Regione Autonoma di Guangxi Zhuang e nelle province dello Yunnan e del Guangdong, nel sud della Cina. Si stima che siano parlate da oltre diciotto milioni di persone. Uno dei più importanti studiosi delle lingue zhuang è stato lo storico ed etnologo Huang Xianfan, originario di Fusui, considerato il padre della zhuangologia, la disciplina che studia la cultura e la storia della società zhuang.
Per motivi religiosi, il sistema di scrittura principalmente usato sono i caratteri latini. Alcuni dialetti però conservano la tradizionale scrittura con ideogrammi.

## Dialetti
Le lingue zhuang sono state suddivise dai linguisti cinesi Zhang Yuansheng & Wei Xingyun tra i dialetti settentrionale e quelli meridionali, mentre Ethnologue le raggruppa all'interno delle sottofamiglie settentrionali e centrali delle lingue tai:

### Dialetti settentrionali
I dialetti settentrionali tai degli zhuang, secondo le stime di Ethnologue, sono parlati da circa 8.572.200 individui:
- 1. Guibei 桂北 - 1.290.000 parlanti : Luocheng, Huanjiang, Rongshui, Rong'an, Sanjiang, Yongfu, Longsheng, Hechi, Nandan, Tian'e, Donglan[4]
- 2. Liujiang 柳江 - 1,297.000 parlanti : Liujiang, nord di Laibin, Yishan, Liucheng, Xincheng[5]
- 3. Hongshui He 红水河 - 2.823.000 parlanti : sud di Laibin, Du'an, Mashan, Shilong, Guixian, Luzhai, Lipu, Yangshuo
- 4. Yongbei 邕北 - 1,448.000 parlanti : nord di Yongning, Wuming , Binyang, Hengxian, Pingguo[6]
- 5. Youjiang 右江 - 732.000 parlanti : Tiandong, Tianyang, Baise; Youjiang[7]
- 6. Guibian 桂边 - 827.000 parlanti : Fengshan, Lingyun, Tianlin, Longlin,  nord di Guangnan nello Yunnan[8]
- 7. Qiubei 丘北  - 122.000 parlanti : aree di Qiubei nello Yunnan[9]
- 8. Lianshan 连山 - 33.200 parlanti : Lianshan, nord di Huaiji[10]

### Dialetti centrali
I dialetti centrali tai degli zhuang sono parlati da circa 4.232.000 individui:
- 9. Yongnan 邕南 - 1,466,000 parlanti : sud di Yongning, Fusui, Long'an, Jinzhou, Shangse,  aree di Chongzuo
- 10. Zuojiang 左江 - 1.384.000 parlanti : Longzhou, Daxin, Tiandeng, Ningming; Zuojiang
- 11. Dejing 得靖  - 979.000 parlanti : Jingxi, Debao, Mubian, Napo
- 12. Yanguang 砚广  - 308.000 parlanti : sud di Guangnan nello Yunnan, aree di Yanshan
- 13. Wenma 文马  - 95.000 parlanti : Wenshan, Malipo e Guibian nello Yunnan